# Vereniging Logistiek Management
De Vereniging Logistiek Management (VLM) is een Nederlandse beroepsvereniging voor logistiek managers en specialisten en telt ongeveer 800 leden (2024). Haar doelstelling is "het bevorderen van de professionele ontwikkeling van (aankomend) logistici door het bieden van een netwerk en het uitwisselen van kennis en ervaring".
De vereniging biedt een "infrastructuur" voor het opbouwen van een logistiek netwerk. De ervaringen die logistici uitwisselen met vakgenoten tijdens bijeenkomsten, seminars en excursies zorgen voor een verdieping van de logistieke kennis. Ze verzorgde voorheen de registratie van de APICS-examens CPIM, CSCP en CIRM. Ook werden daar de opleidingen EJLog, ESLog en EMLog verzorgt en geëxamineerd.

## Historie
In 1973 nam een vijftigtal logistici het initiatief om de NEVEM op te richten: de NEderlandse VEreniging voor Physical Distribution & Material Management. Deze vereniging wilde meewerken aan het verhogen van het Nederlandse kennisniveau met betrekking tot logistiek. Dit zou een positief effect op de Nederlandse concurrentiepositie hebben.
In 1990 veranderde de NEVEM haar naam in 'vereniging Logistiek management, afgekort vLm. De vereniging legde zich toe op de vergroting en praktische toepassing van kennis en inzichten in de integrale beheersing van goederenstromen. Omstreeks 2023 is de huidige naam 'Vereniging Logistiek Management' afgekort VLM
De eerste voorzitter en medeoprichter van de vereniging was Constant Botter (voorzitter van 1973-1983). Overige (voormalige) bestuursleden zijn Lou Ottens (voorzitter 1988-1991), Jo van Nunen (voorzitter 2009-2010), Erelid Hessel Visser en Jacob Wijngaard.

## Organisatie
- De vereniging Logistiek management was eigenaar van het vLm Logistiek college, dat de opleidingen ESLog, EJLog en EMLog liet verzorgen. De examens voor deze opleidingen, die gestandaardiseerd zijn door de European Logistics Association (ELA) worden verzorgd door de (eveneens aan de vLm gelieerde) stichting Logistieke examens (sLe).
- De leden van de vereniging zijn georganiseerd in vijf regio's (Midden, Noord, Oost, West, Zuid).

## Logistieke Prijzen
De Vereniging Logistiek Management reikt periodiek een drietal nationale logistieke prijzen uit.
- De Logistiek Manager van het Jaar: Dit is een oeuvreprijs, die wordt uitgereikt aan personen met een uitzonderlijke carrière op het gebied van de logistiek. Prijswinnaars waren oa.: Lars Breedveld van Samsung Electronics (2008), Anton Hiemstra van Agriport A7 (2007), Karel de Jong van Jumbo Supermarkten (2006) en Raymond Cools van Betapress (2005).

- Nederlandse Logistiek Prijs: Dit is een prijs voor een innovatief project op het gebied van de logistiek, dat aantoonbaar succesvol is uitgevoerd uitgereikt sinds 1984.[1] De eerste winnaar was DAF Trucks in 1984. In 2009 ging de prijs naar ORTEC, aanbieder van geavanceerde softwareoplossingen en consultancydiensten voor planning en optimalisatie, en recent werd ID&T, organisator van mega dance events, aangewezen als winnaar.

- Persoonlijke Logistiek Prijs: Dit is een oeuvreprijs voor een persoon, die een uitzonderlijke bijdrage heeft geleverd aan de logistieke bewustwording en vooruitgang in Nederland. Uitgereikt aan onder anderen prof. jhr. drs. Marinus Jan (Rien) Ploos van Amstel in 2005 .[2]